# ブレッシング・オカグバレ
ブレッシング・オカグバレ（Blessing Okagbare、1988年10月9日 - ）はナイジェリアの女子陸上競技選手、専門は短距離走および走幅跳・三段跳。2008年北京オリンピック走幅跳銀メダリスト、2013年第14回世界陸上競技選手権大会女子走幅跳銀メダリスト。
2007年5月、ラゴスで行われたアフリカ競技大会国内予選会の三段跳で14m13のナイジェリア新記録を樹立した。同年のアフリカ競技大会・走幅跳で銀メダルを獲得、三段跳で4位に入った。オカグバレの女子三段跳ナイジェリア記録は、14m21を記録したChinonye Ohadughaによって後に更新された。2008年8月、北京オリンピックの走幅跳で予選B組5位で予選落ちした。しかし、A組で予選通過を決めていたリュドミラ・ブロンスカが七種競技後のドーピング検査で失格処分を受けたため、オカグバレは予選通過を果たした。決勝に進出したオカグバレは1回目に6m91を跳び、銅メダルを獲得した。のちに2位タチアナ・レベデワのドーピング違反が発覚し、繰り上がりで銀メダル獲得となった。。
2010年6月、オカグバレは11秒04を記録してナイジェリア選手権の100mを制した。この時は踏み切り足に張りが出たため、走幅跳を棄権しアフリカ選手権に照準を合わせていた。8月のアフリカ選手権は100m・走幅跳・4×100mで金メダルを獲得した。
2013年7月27日、IAAFダイヤモンドリーグロンドングランプリ100mで10秒79のアフリカ新記録を樹立した。この時、ロンドンオリンピック金メダリストのシェリー＝アン・フレーザー＝プライスを破った。8月11日、モスクワで行われた世界選手権・走幅跳は5回目に6m99を記録して2位に入った。200mではコートジボワールのミュリエル・アウレと22秒32で同タイムとなるが、写真判定で3位となった。
2022年2月、彼女はドーピングのために10年間停止されました。

## 自己記録
| 種目   | 記録         | 年月日        | 場所       | 備考           |
| 屋外   | 屋外         | 屋外          | 屋外       | 屋外           |
| ------ | ------------ | ------------- | ---------- | -------------- |
| 100m   | 10.79 (+1.1) | 2013年7月27日 | ロンドン   | 元アフリカ記録 |
| 200m   | 22.04 (+0.5) | 2018年3月24日 | アビリーン | アフリカ記録   |
| 走幅跳 | 7m00 (0.0)   | 2013年7月19日 | モナコ     |                |
| 三段跳 | 14.13 (+2.0) | 2007年5月19日 | ラゴス     |                |

## 主な戦績
| 年   | 大会                       | 開催地           | 種目    | 順位     | 記録         |
| ---- | -------------------------- | ---------------- | ------- | -------- | ------------ |
| 2007 | アフリカ競技大会           | アルジェ         | 走幅跳  | 2位      | 6m46 (+1.8)  |
| 2007 | アフリカ競技大会           | アルジェ         | 三段跳  | 4位      | 13m77 (+0.9) |
| 2008 | オリンピック               | 北京             | 走幅跳  | 2位      | 6m91 (+0.1)  |
| 2010 | アフリカ陸上競技選手権大会 | ナイロビ         | 100m    | 優勝     | 11.03 (+1.8) |
| 2010 | アフリカ陸上競技選手権大会 | ナイロビ         | 走幅跳  | 優勝     | 6m62 (-2.9)  |
| 2010 | アフリカ陸上競技選手権大会 | ナイロビ         | 4×100mR | 優勝     | 43.45        |
| 2010 | IAAFコンチネンタルカップ   | スプリト         | 100m    | 3位      | 11.14 (+1.4) |
| 2010 | IAAFコンチネンタルカップ   | スプリト         | 走幅跳  | 6位      | 6m34 (+0.3)  |
| 2010 | IAAFコンチネンタルカップ   | スプリト         | 4x100mR | 3位      | 43.88        |
| 2011 | 世界陸上競技選手権大会     | 大邱             | 100m    | 5位      | 11.12 (-1.4) |
| 2011 | 世界陸上競技選手権大会     | 大邱             | 200m    | DNS(h)   | - (-0.5)     |
| 2011 | 世界陸上競技選手権大会     | 大邱             | 走幅跳  | 9位(q)   | 6m36 (+0.3)  |
| 2011 | 世界陸上競技選手権大会     | 大邱             | 4x100mR | 6位      | 42.93        |
| 2011 | アフリカ競技大会           | マプト           | 100m    | 2位      | 11.01 (+2.5) |
| 2011 | アフリカ競技大会           | マプト           | 走幅跳  | 優勝     | 6m50 (+2.3)  |
| 2012 | アフリカ陸上競技選手権大会 | ポルトノボ       | 100m    | 2位      | 11.18 (-0.8) |
| 2012 | アフリカ陸上競技選手権大会 | ポルトノボ       | 走幅跳  | 優勝     | 6m96 (+1.7)  |
| 2012 | オリンピック               | ロンドン         | 100m    | 8位      | 11.01 (+1.5) |
| 2012 | オリンピック               | ロンドン         | 走幅跳  | 7位(q)   | 6m34 (-1.1)  |
| 2012 | オリンピック               | ロンドン         | 4x100mR | 4位      | 42.64        |
| 2013 | 世界陸上競技選手権大会     | モスクワ         | 100m    | 6位      | 11.04 (-0.3) |
| 2013 | 世界陸上競技選手権大会     | モスクワ         | 200m    | 3位      | 22.32 (-0.3) |
| 2013 | 世界陸上競技選手権大会     | モスクワ         | 走幅跳  | 2位      | 6m99 (+0.2)  |
| 2014 | IAAF世界リレー大会         | ナッソー         | 4x100mR | 4位      | 42.67        |
| 2014 | コモンウェルスゲームズ     | グラスゴー       | 100m    | 優勝     | 10.85 (+0.3) |
| 2014 | コモンウェルスゲームズ     | グラスゴー       | 200m    | 優勝     | 22.25 (+0.4) |
| 2014 | コモンウェルスゲームズ     | グラスゴー       | 4x100mR | 2位      | 42.92        |
| 2014 | アフリカ陸上競技選手権大会 | マラケシュ       | 100m    | 優勝     | 10.85 (+0.3) |
| 2014 | アフリカ陸上競技選手権大会 | マラケシュ       | 4x100mR | 2位      | 42.92        |
| 2015 | IAAF世界リレー大会         | ナッソー         | 4x100mR | 7位      | 42.99        |
| 2015 | IAAF世界リレー大会         | ナッソー         | 4x200mR | 優勝     | 1:30.52      |
| 2015 | 世界陸上競技選手権大会     | 北京             | 100m    | 8位      | 11.02 (-0.3) |
| 2015 | 世界陸上競技選手権大会     | 北京             | 200m    | DNS(h)   | -            |
| 2015 | アフリカ競技大会           | ブラザヴィル     | 4x100mR | 優勝     | 43.10        |
| 2016 | オリンピック               | リオデジャネイロ | 100m    | 3位(sf)  | 11.09 (+0.6) |
| 2016 | オリンピック               | リオデジャネイロ | 200m    | 5位(sf)  | 22.69 (+0.1) |
| 2016 | オリンピック               | リオデジャネイロ | 4x100mR | 8位      | 43.21        |
| 2017 | 世界陸上競技選手権大会     | ロンドン         | 100m    | 4位(sf)  | 11.08 (+0.2) |
| 2017 | 世界陸上競技選手権大会     | ロンドン         | 走幅跳  | 8位      | 6m55 (+0.2)  |
| 2018 | コモンウェルスゲームズ     | ゴールドコースト | 4x100mR | 3位      | 42.75        |
| 2018 | IAAFコンチネンタルカップ   | オストラヴァ     | 4x100mR | DQ       | -            |
| 2021 | オリンピック               | 東京             | 100m    | 棄権(sf) | -            |